# Sanne Beukers
Sanne Beukers (ur. 18 czerwca 1982 w Almelo) – holenderska wioślarka.

## Osiągnięcia
- Mistrzostwa Świata – Gifu 2005 – dwójka bez sternika – 11. miejsce[1].
- Mistrzostwa Europy – Poznań 2007 – jedynka – 5. miejsce[1].